# Львівський сурмач

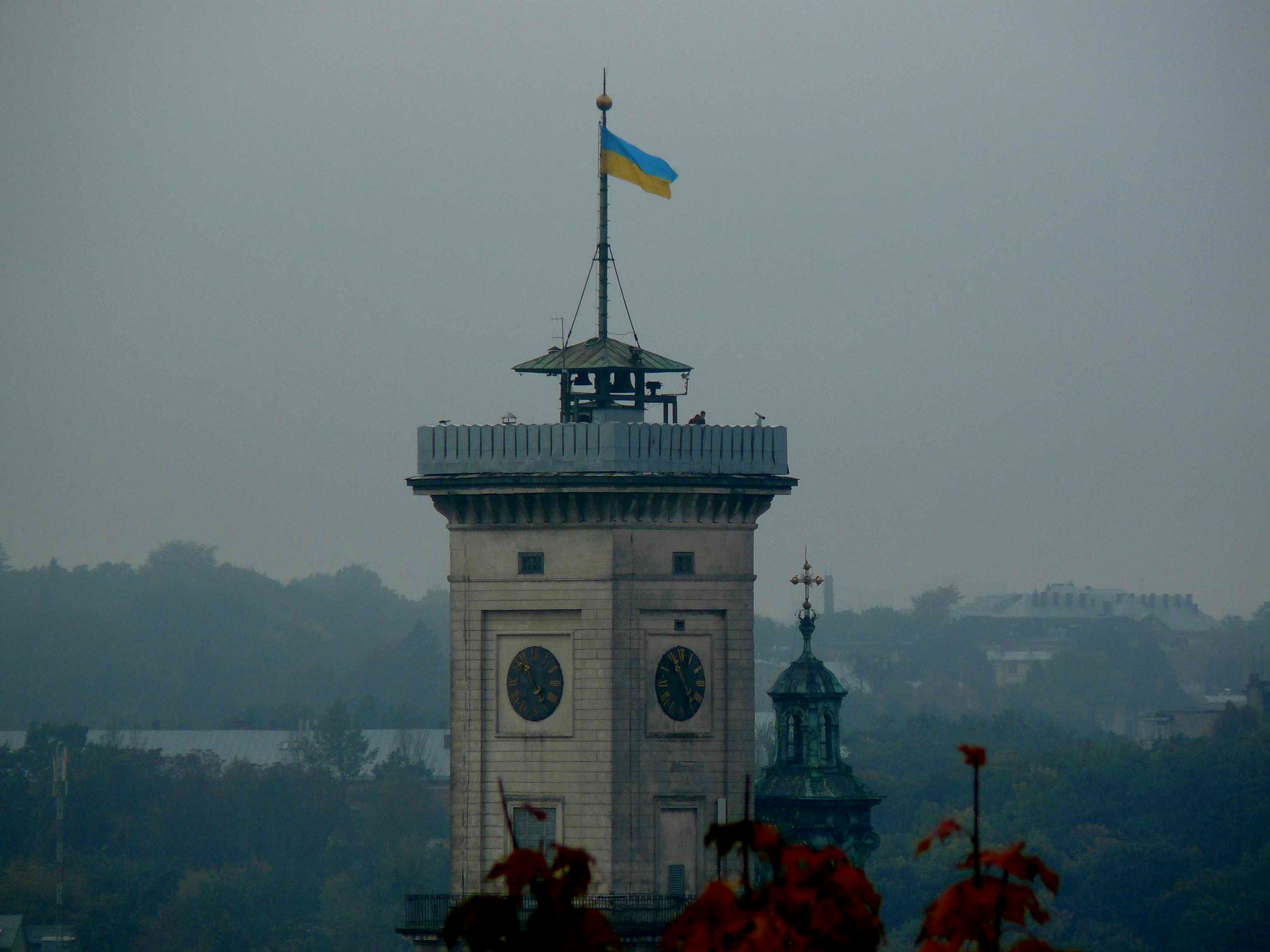
Ратушна вежа

Льві́вський ра́тушний сурма́ч — службовець львівської ратуши у XV—XX сторіччях, кликун, вартовий, в обов'язки якого входило щогодини сповіщати звуками сурми і бити на сполох у разі небезпеки.
Традицію гри на сурмі на львівській ратуші відродили у 2011 році.

## Історичний огляд

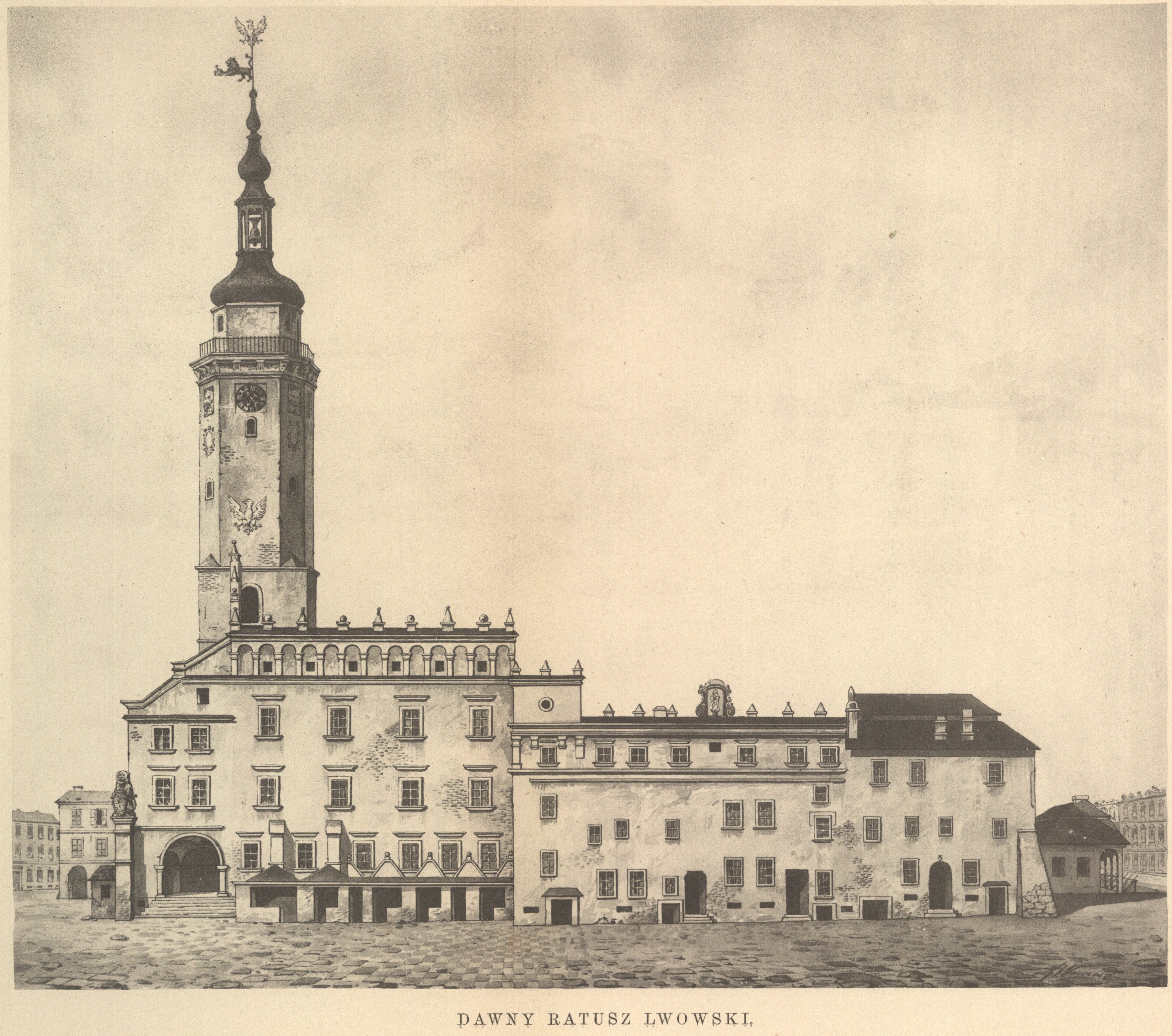
Ратуша до 1826 року

Перші згадки про сурмачів («лат. tubicenator ad turrim») у Львові датуються XV сторіччям.
1826 року пожежа знищила ратушу. У вогні загинула вся родина сурмача. Сурмачів замінили пожежні вартові («нім. Thurnmeister»). Від своїх попередників вони запозичили систему сповіщення про пожежу за допомогою червоного прапора і ліхтаря.
1932 року міська рада з метою заощадження коштів ухвалила ліквідувати на вежі ратуші пост пожежного вартового. Водночас із телефонізацією міста необхідність в ньому зникла.

## Обов'язки

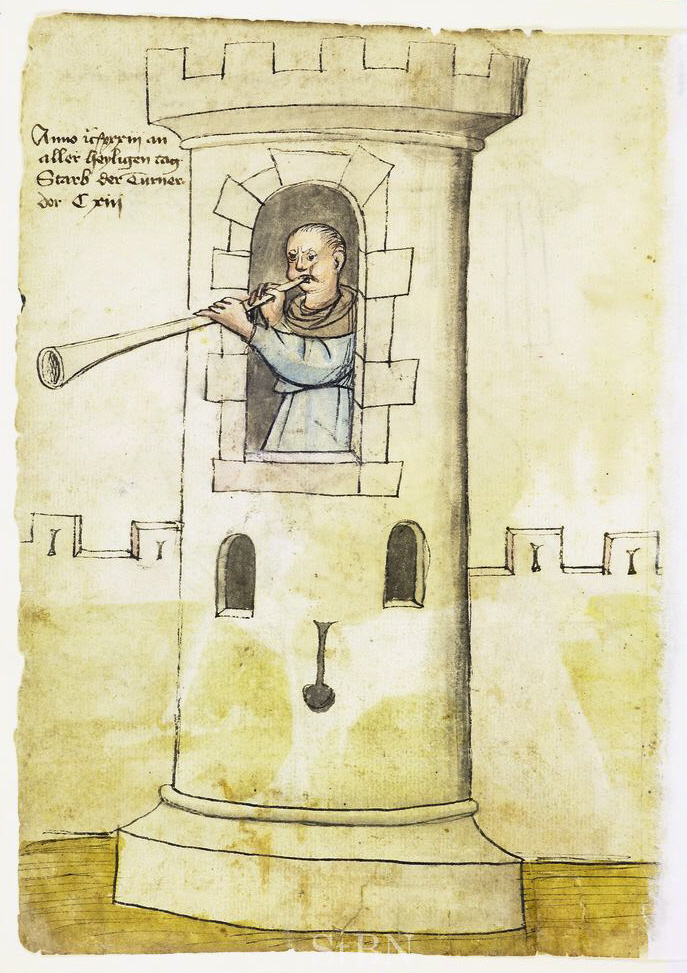
Кликун-сурмач на вежі. Малюнок 1433 року

Обов'язки сурмачів визначались окремими актами. Вони мали нести на вежі цілодобову службу, пильнувати за безпекою міста і в разі небезпеки повідомляти міську владу. За інструкцією 1613 року, сурмач мав щогодини дня і ночі відгукуватись, сповіщати сигналом точний час, у святкові дні грати урочисту музику, а найголовніше, в разі наступу ворога чи пожежі бити на сполох.
Під час пожежі сурмач також вдень вивішував прапор, а вночі запалював червоний ліхтар. Уперше такий сигнал у Львові з'явився 1557 року і проіснував до ХІХ сторіччя.
Якщо пожежа спалахнула у середмісті, то у дзвін били п'ять разів, якщо на околицях — шість.

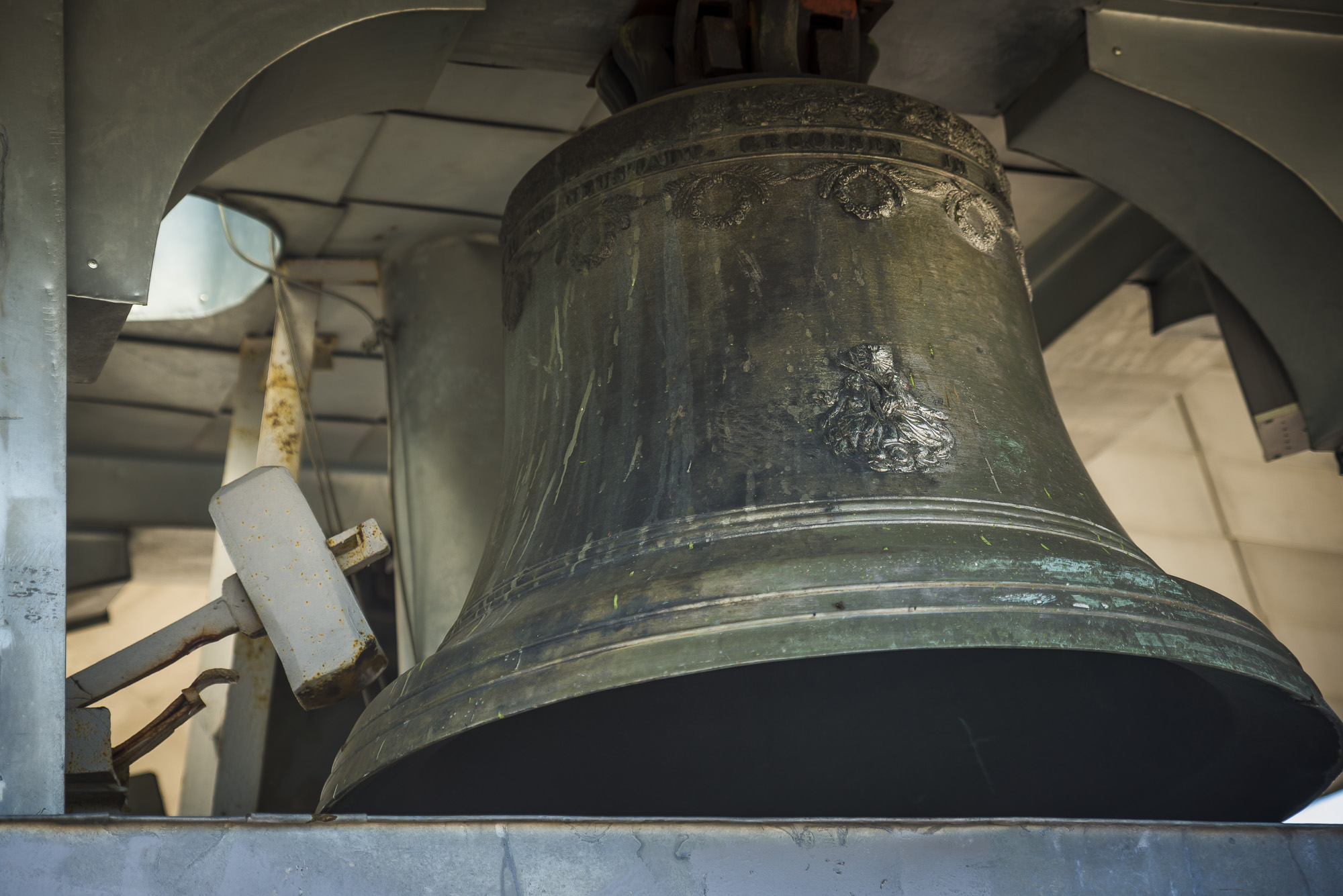
Дзвін на ратуші

Окрім великого дзвона на вежі висів ще один, менший за розміром. Він починав дзеленчати після заходу сонця, закликаючи ліхтарників запалювати вуличні ліхтарі на дерев'яних зелених стовпах. Дзвіночок відслужив своє після проведення у місті електричного освітлення.
Сурмачі були досвідченими і творчими музикантами, оскільки окрім сигналів, вони під час візиту короля мали грати ще й різні мелодії на музичних інструментах.
За окрему оплату сурмач настроював музичні інструменти, що використовувались у ратуші. Принаймні, у 1595 році цим займався сурмач Себастіан.
На роботу наймали переважно місцевих, але іноді й приїжджих, як наприклад, німця Нікла Фалька, якого в актах записали як Миколай Сокол, Бартоша Пьотровського з Беча або Цезара з Кракова у 1593 році.

## Побут

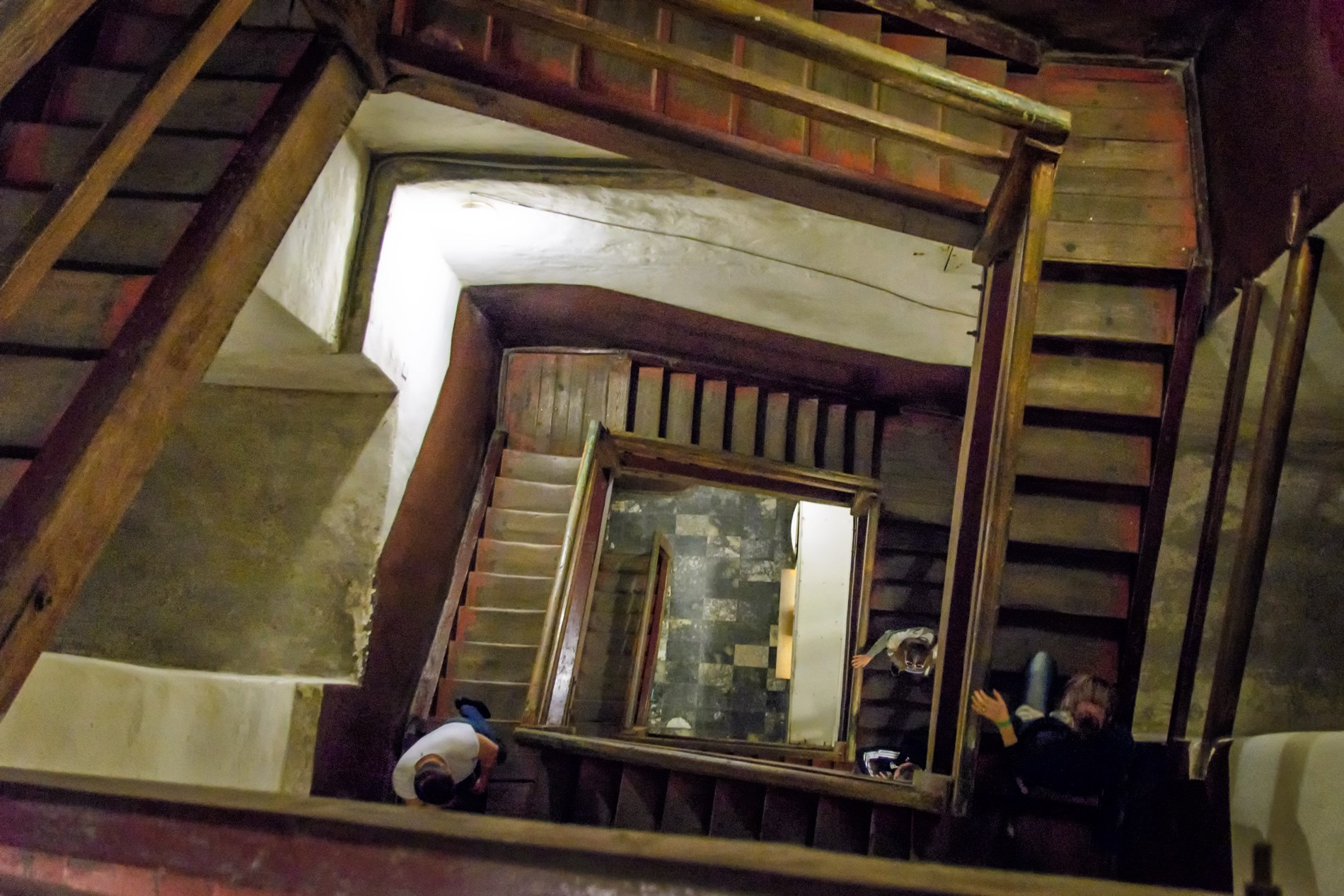
Сходи в ратуші

Зарплата вартового у XVI сторіччі становила 2 флорини за тиждень. У 1590 році у зв'язку з тяжкими часами сурмачу платню скоротили на 20 грошей. За фінансовими відомостями 1612 року, сурмач Бартош Пьотровський отримував уже 2 флорини і 10 грошей. Окремо платили за святкову музику під час Різдва, Великодня, свята Божого Тіла тощо.
Сурми для вартового в майстрів закупало місто. Наприклад, у XVII сторіччі їх виготовляв за 20 флоринів Кшиштоф Куна. За додаткові кошти — флорин і два гроші — золотар на сурмі вигравіровував герб міста.
Міська рада також давала вартовому тканину на одяг, теплі кожухи на зиму і забезпечувала житлом. Сурмачам і їхнім сім'ям на вежі на висоті 60 метрів виділялося невелике помешкання. Щоправда сходи до приміщення були круті. 1632 року сталась трагедія, коли сурмач Миколай без світла підіймався на вежу о першій в ночі, спіткнувся і, впавши вниз, розбився. 
Місто опікувалось долею родини сурмача. 1584 року влада виділила сурмачеві Кшиштофу чотири флорини на весілля його доньки, яка одружувалася з «королівським музикантом». А 1591 року виділила шість гарнців вина вартістю три флорини на його друге весілля.
Допомога надходила навіть під час моровиць. 1589 року у Львові вирувала холера, від якої загинув сурмач Андрій і діти його наступника — Миколи Сокола. У міському акті зазначено про видачу Миколі 5 флоринів, «бо у нього у вежі дітки згинули».

## Відродження традиції
2011 року, з нагоди 755-річчя Львова, традицію гри на сурмі відродили як туристичну принадинку.
Мелодію для сурмачів написав львівський композитор Юрій Ланюк. А дизайн форми музикантів розробила українська дизайнерка Оксана Караванська.
Планувалось, що сурмачі гратимуть на балконі львівської ратуші під годинником. Але через його аварійний стан від цієї ідеї відмовились. Музиканти, за розпорядженням мера, грають з вікна, стоячи на підвіконні. Сигнал лунає у будні о дванадцятій і вісімнадцятій, а у вихідні — щогодини.
15 лютого 2018 року стався курйоз. Сурмача, який прийшов на роботу у своїй формі, не пустили у приміщення ради. Як згодом пояснили, на час проведення сесії міськради посилили охорону. Й нові охоронці не знали про музикантів.